# Tour de France 1974
61. Tour de France rozpoczął się 27 czerwca w Brest, a zakończył się 21 lipca w Paryżu. Wyścig składał się z prologu i 22 etapów. Cała trasa liczyła 4098 km.
Klasyfikację generalną wygrał po raz piąty w karierze Belg Eddy Merckx, wyprzedzając drugiego na mecie Francuza Raymonda Poulidora i trzeciego Hiszpana Vicente Lópeza Carrila o nieco ponad osiem minut. Merckx wygrał także klasyfikację kombinowaną i został najaktywniejszym kolarzem. Klasyfikację punktową wygrał kolejny Belg - Patrick Sercu, górską Hiszpan Domingo Perurena, a sprinterską Brytyjczyk Barry Hoban. Hiszpańska ekipa KAS wygrała klasyfikację drużynową, a w klasyfikacji drużynowej punktowej wygrał francuski zespół Gan–Mercier.
Czterech kolarzy: Cyrille Guimard, Claude Tollet i Daniel Ducreux z Francji oraz Hiszpan Carlos Melero zostali zdyskwalifikowani za doping. Na czwartym etapie Belgowie Merckx i Sercu pomagali sobie. Drugi na mecie tego etapu Holender Gerben Karstens, oburzony tym faktem zapomniał stawić się do kontroli antydopingowej i został ukarany dodaniem 10 minut do czasu. Po proteście zawodników, którzy uznali karę za zbyt surową Holendrowi cofnięto karę, co pozwoliło mu wysunąć się na prowadzenie w klasyfikacji generalnej po czwartym etapie.
Drugi etap wyścigu odbył się w Plymouth. Był to pierwszy przypadek, w którym etap Tour de France odbył się w Wielkiej Brytanii.

## Drużyny
W tej edycji TdF wzięło udział 13 drużyn:
- Molteni
- Bic
- Peugeot-BP
- KAS
- Sonolor-Gitane
- Mic-De Gribaldy-Ludo
- Gan-Mercier
- La Casera-Bahamontes
- Flandria-Shimano-Merlin Plage
- Brooklyn
- Lejeune-Jobo
- Carpenter-Confortluxe
- Frisol

## Etapy
| P   | 27 czerwca | Brest                               | ITT 7,1 km    | Eddy Merckx              |               |               |               |
| 1   | 28 czerwca | Brest – Saint-Pol-de-Léon           | 144,0 km      | Ercole Gualazzini        |               |               |               |
| 2   | 29 czerwca | Plymouth                            | 163,7 km      | Henk Poppe               |               |               |               |
| 3   | 30 czerwca | Morlaix – Saint-Malo                | 190,0 km      | Patrick Sercu            |               |               |               |
| 4   | 1 lipca    | Saint-Malo – Caen                   | 184,5 km      | Patrick Sercu            |               |               |               |
| 5   | 2 lipca    | Caen – Dieppe                       | 165,0 km      | Ronald De Witte          |               |               |               |
| 6A  | 3 lipca    | Dieppe - Harelbeke                  | 239,0 km      | Jean-Luc Molineris       |               |               |               |
| 6B  | 3 lipca    | Harelbeke                           | TTT 9,0 km    | Molteni                  |               |               |               |
| 7   | 4 lipca    | Mons – Châlons-sur-Marne            | 221,5 km      | Eddy Merckx              |               |               |               |
| 8A  | 5 lipca    | Châlons-sur-Marne – Chaumont        | 136,0 km      | Cyrille Guimard          |               |               |               |
| 8B  | 5 lipca    | Chaumont – Besançon                 | 152,0 km      | Patrick Sercu            |               |               |               |
| 9   | 6 lipca    | Besançon – Gaillard                 | 241,0 km      | Eddy Merckx              |               |               |               |
| 10  | 7 lipca    | Gaillard – Aix-les-Bains            | 131,5 km      | Eddy Merckx              |               |               |               |
|     | 8 lipca    | Dzień przerwy                       | Dzień przerwy | Dzień przerwy            | Dzień przerwy | Dzień przerwy | Dzień przerwy |
| 11  | 9 lipca    | Aix-les-Bains – Serre Chevalier     | 199,0 km      | Vicente López Carril     |               |               |               |
| 12  | 10 lipca   | Savines-le-Lac – Orange             | 231,0 km      | Jos Spruyt               |               |               |               |
| 13  | 11 lipca   | Awinion – Montpellier               | 126,0 km      | Barry Hoban              |               |               |               |
| 14  | 12 lipca   | Lodève – Colomiers                  | 248,5 km      | Jean-Pierre Genet        |               |               |               |
|     | 13 lipca   | Dzień przerwy                       | Dzień przerwy | Dzień przerwy            | Dzień przerwy | Dzień przerwy | Dzień przerwy |
| 15  | 14 lipca   | Colomiers – La Seu d’Urgell         | 225,0 km      | Eddy Merckx              |               |               |               |
| 16  | 15 lipca   | La Seu d’Urgell – Saint-Lary-Soulan | 209,0 km      | Raymond Poulidor         |               |               |               |
| 17  | 16 lipca   | Saint-Lary-Soulan – La Mongie       | 119,0 km      | Jean-Pierre Danguillaume |               |               |               |
| 18  | 17 lipca   | Bagnères-de-Bigorre – Pau           | 141,5 km      | Jean-Pierre Danguillaume |               |               |               |
| 19A | 18 lipca   | Pau – Bordeaux                      | 195,5 km      | Francis Campaner         |               |               |               |
| 19B | 18 lipca   | Bordeaux                            | ITT 12,4 km   | Eddy Merckx              |               |               |               |
| 20  | 19 lipca   | Saint-Gilles-Croix-de-Vie – Nantes  | 120,0 km      | Gerard Vianen            |               |               |               |
| 21A | 20 lipca   | Vouvray – Orlean                    | 112,5 km      | Eddy Merckx              |               |               |               |
| 21B | 20 lipca   | Orlean                              | ITT 37,5 km   | Michel Pollentier        |               |               |               |
| 22  | 21 lipca   | Orlean – Paryż                      | 146,0 km      | Eddy Merckx              |               |               |               |

## Klasyfikacje końcowe

### Klasyfikacja generalna
| Pozycja | Zawodnik             | Drużyna        | Czas          |
| ------- | -------------------- | -------------- | ------------- |
| 1.      | Eddy Merckx          | Molteni        | 116 h 16' 58" |
| 2.      | Raymond Poulidor     | Gan-Mercier    | +8' 04"       |
| 3.      | Vicente López Carril | KAS            | +8' 09"       |
| 4.      | Wladimiro Panizza    | Brooklyn       | +10' 59"      |
| 5.      | Gonzalo Aja          | KAS            | +11' 24"      |
| 6.      | Joaquim Agostinho    | Bic            | +14' 24"      |
| 7.      | Michel Pollentier    | Carpenter      | +16' 34"      |
| 8.      | Mariano Martínez     | Sonolor-Gitane | +18' 33"      |
| 9.      | Alain Santy          | Gan-Mercier    | +19' 55"      |
| 10.     | Herman Van Springel  | Gribaldy-Ludo  | +24' 11"      |

### Klasyfikacja punktowa
| Pozycja | Zawodnik          | Drużyna     | Punkty |
| ------- | ----------------- | ----------- | ------ |
| 1.      | Patrick Sercu     | Brooklyn    | 283    |
| 2.      | Eddy Merckx       | Molteni     | 270    |
| 3.      | Barry Hoban       | Gan-Mercier | 170    |
| 4.      | Gerben Karstens   | Bic         | 149    |
| 5.      | Jacques Esclassan | Peugeot     | 143    |

### Klasyfikacja górska
| Pozycja | Zawodnik            | Drużyna     | Punkty |
| ------- | ------------------- | ----------- | ------ |
| 1.      | Domingo Perurena    | KAS         | 171    |
| 2.      | Eddy Merckx         | Molteni     | 133    |
| 3.      | José Luis Abilleira | La Casera   | 108    |
| 4.      | Gonzalo Aja         | KAS         | 104    |
| 5.      | Raymond Poulidor    | Gan-Mercier | 93     |

### Klasyfikacja kombinowana
| Pozycja | Zawodnik                 | Drużyna       | Punkty |
| ------- | ------------------------ | ------------- | ------ |
| 1.      | Eddy Merckx              | Molteni       | 8      |
| 2.      | Michel Pollentier        | Carpenter     | 31     |
| 3.      | Raymond Poulidor         | Gan-Mercier   | 36     |
| 4.      | Herman Van Springel      | Gribaldy-Ludo | 37     |
| 5.      | Jean-Pierre Danguillaume | Peugeot       | 50     |

### Klasyfikacja sprinterska
| Pozycja | Zawodnik            | Drużyna       | Punkty |
| ------- | ------------------- | ------------- | ------ |
| 1.      | Barry Hoban         | Gan-Mercier   | 132    |
| 2.      | Gerben Karstens     | Bic           | 110    |
| 3.      | Eddy Merckx         | Molteni       | 92     |
| 4.      | Michel Coroller     | Flandria      | 39     |
| 5.      | Herman Van Springel | Gribaldy-Ludo | 28     |

### Klasyfikacja drużynowa
| Pozycja | Drużyna     | Czas          |
| ------- | ----------- | ------------- |
| 1.      | KAS         | 350 h 24' 27" |
| 2.      | Gan-Mercier | +15' 26"      |
| 3.      | Molteni     | +31' 23"      |
| 4.      | Sonolor     | +49' 02"      |
| 5.      | Bic         | +49' 50"      |